# محمد عبد الرحمن (لاعب)
محمد عبد الرحمن، لاعب كرة قدم كويتي سابق.
و قد كان يلعب مع نادي كاظمة، وقد كان هداف لبطولة كأس الأمير 1989/1990 برصيد 4 أهداف.